# مرويز عمر فاروق
مرويز محمد عمر فاروق (23  مارس 1973 - ) هو زعيم كشميري انفصالي، وهو رئيس لجنة عمل عوامي، أحد الفصائل الرئيسية المشاركة في مؤتمر حريات جميع الأحزاب.
في أكتوبر 2014 تم إدراج فاروق كواحد من أكثر 500 مسلم تأثيرًا من قبل المركز الملكي للبحوث والدراسات الإسلامية بالأردن، بالتعاون مع جامعة جورجتاون بالولايات المتحدة. 
لعمر فاروق دور ديني وسياسي مهم في وادي كشمير، وينظر إليه على أنه الزعيم الروحي لمسلمي كشمير.  حيث أصبح «ميرويز كشمير الرابع عشر» في 30 مايو 1990، ومرويز هو لقب كشميري يُطلق على الداعية التقليدي للمسلمين في كشمير.